# Meteor (belgische Automarke)
Meteor war eine belgische Automarke.

## Unternehmensgeschichte
Félix Hecq gründete 1903 das gleichnamige Unternehmen. Der Sitz war an der Rue Galilée in Brüssel. Im selben Jahr begann er mit der Produktion von Automobilen. 1906 endete die Produktion.

## Fahrzeuge
Das Unternehmen stellte zunächst den Kleinwagen 9 CV mit einem Einbaumotor von De Dion-Bouton her. 1905 folgte der 16/20 CV mit einem Vierzylindermotor, der bis zur Produktionsaufgabe im Sortiment blieb.